# Karl Erhard von Kalnein
Karl Erhard von Kalnein (* 26. Februar 1687; † 5. Oktober 1757 in Königsberg in Preußen) war ein preußischer Generalleutnant und Chef des nach ihm benannten „Regiments Kalnein zu Fuß“. Außerdem war er Ritter des Ordens Pour le Mérite, Amtsmann von Ortelsburg und Erbherr der Kilgischen und Großparkschen Güter.

## Leben

### Herkunft
Seine Eltern waren der Amtshauptmann von Rastenburg Hans Georg von Kalnein (* 28. Juli 1655; † 6. Juni 1704) und dessen Frau Maria Luise Schack von Wittenau (* 8. Februar 1663; † 14. Juli 1730) aus dem Haus Stangenberg.

### Militärkarriere
Nach einer Ausbildung zu Hause kam Kalnein 1704 als Kadett zur Garnison auf der Festung Pillau. Sein Onkel Schack von Wittnau, ein Oberst in dänischen Diensten, holte ihn in die Dänische Armee. So wurde er 1705 Fähnrich im Seeländischen Infanterie-Regiment, das im Mai 1705 nach Trier ins Winterquartier ging. Im Rahmen des Spanischen Erbfolgekriegs wurde das Regiment nach Brabant verlegt. So fand man es am 13. Mai 1706 in der Schlacht bei Ramillies, bei der Belagerung von Lille, der Schlacht bei Oudenaarde sowie 11. September 1709 in der Schlacht bei Malplaquet. In dieser Zeit stieg er zum Sekondeleutnant und Premierleutnant auf. Er bekam dann ein Angebot aus Hessen-Kassel und erhielt seinen erbetenen Abschied von der Dänischen Armee. Er reiste nach Kassel zum Landgrafen, der ihm eine Kompanie der Leibgarde übergab. Im April 1710 kam er wieder in die Vereinigten Niederlande und kämpfte hier unter Marlborough sowie Prinz Eugen unter anderem bei der Belagerung von Landrey. Nach dem Frieden von Utrecht kehrten die Truppen nach Kassel zurück.
1717 holte ihn der preußische König Friedrich Wilhelm I. in seine Dienste. Er gab den hessischen Dienst auf und bekam eine Kompanie des „Regiments Armin zu Fuß“. 1722 wurde er Major. 1732 versetzte ihn der König in das „Regiments Below zu Fuß“, dort wurde Kalnein am 8. Juli 1732 Oberstleutnant und am 10. Oktober 1732 zudem noch Amtshauptmann von Orstelsburg. Am 30. Juli 1740 wurde er zum Oberst befördert. Im Jahre 1741 wurde er Kommandeur des Regiments. Im Frühjahr 1742 marschierte er mit seinem Regiment nach Böhmen und kämpfte am 17. Mai in der Schlacht bei Chotusitz; um diese Zeit erhielt er auch den Pour le Mérite. Im Zweiten Schlesischen Krieg stand er 1745 unter dem Kommando von General von der Marwitz und kämpfte am 4. Juni in der Schlacht bei Hohenfriedberg. Ende 1745 wurde er mit Wirkung vom 16. Mai 1743 zum Generalmajor ernannt. Zudem bekam er eine eigene Brigade in der Armee des Generalfeldmarschalls Leopold von Anhalt-Dessau. Diese Armee stand bei Magdeburg an der Grenze nach Kursachsen. Im November erhielt er das eigene nun nach ihm benannte „Regiment Kalnein zu Fuß“. Dieses führte er in der Schlacht von Kesselsdorf, wo er in der Mitte der ersten Reihe stand. 1746 marschierte das Regiment zurück nach Preußen.
Am 9. Juni 1753 wurde Kalnein zum Generalleutnant ernannt. 1756 führte er das Regiment ins Lager nach Welau. Er nahm nicht an der Schlacht bei Groß-Jägersdorf teil. Er erkrankte und wurde nach Königsberg in Preußen gebracht. Dort starb er am 5. Oktober 1757 und wurde in Kreutzburg begraben.

### Familie
Kalnein war seit 1733 mit Gräfin Charlotte Sophia Finck von Finckenstein (* 2. Juli 1707; † 11. September 1756) aus dem Haus Gilgenburg, Tochter von Graf Friedrich Reinhold Finck von Finckenstein (* 1667; † 25. Oktober 1746), verheiratet. Das Paar hatte acht Kinder, von denen folgende überlebten:
- Friedrich Stanislaus Leopold (* 2. April 1734; † 8. Juni 1818)[1], preußischer Offizier, 1786 Grafenstand ⚭ 1791 Karoline von Borck (1774–1831), Tochter des Kammerdirektors Friedrich Albrecht von Borck[2]
- Louise Gottliebe (* 17. Juli 1739; † 14. Januar 1806)

⚭ Oberstleutnant Jakob Ernst von der Reck (* 1721; † 25. August 1758 bei Zorndorf)

⚭ Johann von Rehbinder († 17. März 1779)
- Charlotte Amalie (* 2. Januar 1737; † 14. August 1809) ⚭ NN von Seidlitz, Oberforstmeister